# Etna Regionális Park
Az Etna Regionális Parkot (Parco dell'Etna) 1987 márciusában alapították az Etna vulkán geológiai képződményeinek, valamint gazdag növény- és állatvilágának védelmére. A park megalapításának nagy szerepe volt a turizmus megszervezésében és fellendítésében.

## Növényvilág
A park területén élő növényfajok közül a legjelentősebbek a szappanfű (Saponaria sicula), bókafű (Astracantha sicula), páncélfenyő (Pinus heldreichii), etnai nyír (Betula aetnensis) valamint a bükk, vadgesztenye, olajfa, számos moha- és zuzmófaj. Jellegzetes endemikus (csak az Etnán és Szardínia déli részén előforduló) növényfaj a Genista aetnensis (rekettye), mely elsőként népesíti be a frissen kihűlt lávatakarókat. A vulkán alacsonyabb régióiban nagy kiterjedésű szőlőültetvények vannak, de termesztenek pisztáciát és epret is.

## Állatvilág
A park állatvilágának képviselői a farkas, vaddisznó, európai dámvad, európai őz, tarajos sül, róka, vadmacska, nyuszt, vadnyúl, menyét, nagy pele, európai sün, kerti pele.

## Adminisztráció

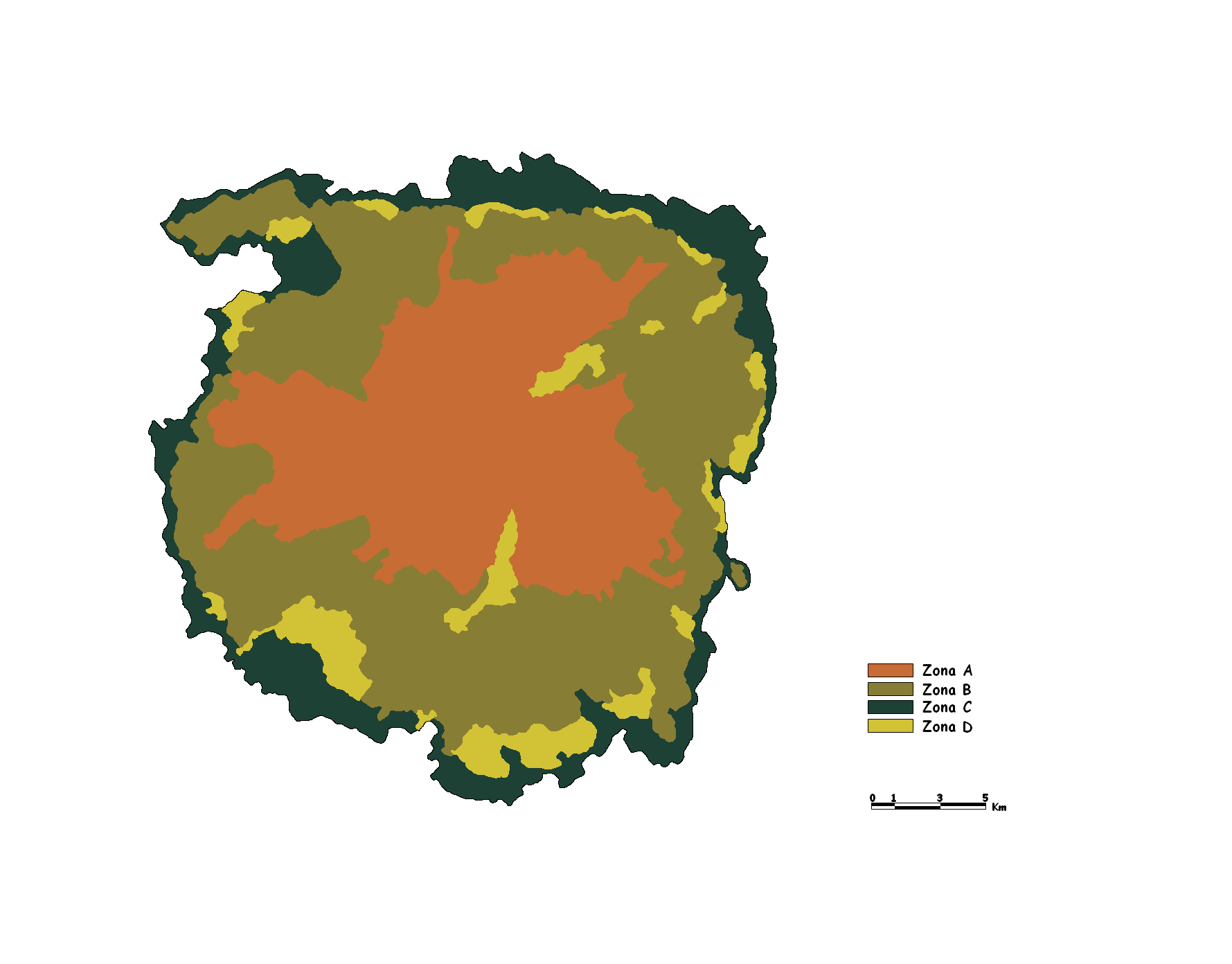
Az Etna Nemzeti Park zónái

A park négy zónából áll: az A zónához (mintegy 19 000 hektár) tartoznak a természetvédelem alatt álló területek, melyeket nem alakított át az emberi tevékenység, míg a 26 000 hektáros B zónába sorolták a mezőgazdasági területeket, szőlőültetvényeket és az Etnára jellemző farmokat. A C és D jelzésű zónákban (mintegy 14 000 hektár) viszont turisztikai létesítmények építését és az infrastruktúra fejlesztését sem tiltják.
A park területén a következő községek osztoznak: Adrano, Belpasso, Biancavilla, Bronte, Castiglione di Sicilia, Giarre, Linguaglossa, Maletto, Mascali, Milo, Nicolosi, Pedara, Piedimonte Etneo, Ragalna, Randazzo, Sant'Alfio, Santa Maria di Licodia, Trecastagni, Viagrande, Zafferana Etnea.

## Megközelítése
A Ferrovia Circumetnea vasútvonal megkerüli a vulkánt összekötve a lábainál fekvő településeket. A park nyolc útvonalon át közelíthető meg: Belpasso, Nicolosi, Linguaglossa, Milo, Pedara, Zafferana Etnea, Adrano és Ragalna felől.